# Байндль Катерина Ігорівна
Катерина Ігорівна Байндль (до грудня 2021 — Катерина Козлова; 20 лютого 1994, Миколаїв) — українська тенісистка.

## Спортивна кар'єра
Розпочала професійну кар'єру тенісистки в 2009 році.
Влітку 2012 року виграла перший професійний титул в одиночному розряді, отримавши перемогу на 25-тисячнику ITF в Німеччині. В серпні того ж року виграла 50-тисячник ITF в Казані.
В липні 2014 року перемогла на 50-тисячнику ITF в Німеччині.
В квітні 2015 року вперше потрапила в рейтинг топ-100.
27 травня 2015 року Міжнародна тенісна федерація оголосила, що Козлова вчинила порушення антидопінгових правил, звинувативши її в прийомі стимулянта диметилбутиламіну. Її було дискваліфіковано на півроку з 15 лютого 2015 до 15 серпня 2015.
У серпні 2015 вперше пробилася до основної сітки турніру Великого шолому — Відкритого чемпіонату США 2015.
На Відкритому чемпіонаті США 2017 року не тільки пробилася через кваліфікацію, а й виграла свій перший матч в основній сітці турніру Великого шолома. У вересні 2017 року Козлова виграла турнір рівня WTA 125K у китайському місті Далянь. Ця перемога дозволила їй піднятися до 71 місця в рейтингу WTA.
На Відкритому чемпіонаті Франції 2018 в першому турі перемогла минулорічну чемпіонку Єлєну Остапенко, і це був її перший виграш у тенісистки з чільної десятки світового рейтингу.

## Фінали турнірів WTA

### Одиночний розряд: 1 (1 поразка)
| Результат | №  | Дата          | Турнір                       | Поверхня    | Супротивниця | Рахунок  |
| --------- | -- | ------------- | ---------------------------- | ----------- | ------------ | -------- |
| Поразка   | 1. | 4 лютого 2018 | Taiwan Open, Тайпей, Тайвань | Хард (зала) | Тімеа Бабош  | 5–7, 1–6 |

## Фінали турнірів WTA 125K

### Одиночний розряд: 1 (1 титул)
| Результат | №  | Дата            | Турнір        | Поверхня | Супротивниця    | Рахунок  |
| --------- | -- | --------------- | ------------- | -------- | --------------- | -------- |
| Перемога  | 1. | 10 вересня 2017 | Далянь, Китай | Хард     | Віра Звонарьова | 6–4, 6–2 |

## Виноски
1. ↑   [Архівовано 12 Січня 2022 у Wayback Machine.]
2. ↑  Another Doping Scandal in Tennis! Kozlova and Janahi Both Disqualified!. Архів оригіналу за 30 Травня 2015. Процитовано 28 Серпня 2015.
3. ↑  ITF hand 6 month ban to Kateryna Kozlova. Архів оригіналу за 28 серпня 2015. Процитовано 28 серпня 2015.